# Galsvinta
Galsvinta je bila vizigotska princeza i kraljica Neustrije, (Toledo, 540. – 567.) Bila je kćerka vizigotskog kralja Atanagilda, a udala se za franačkog kralja Neustrije, Hilperika I., dok je njena sestra Brunhilda bila udana za drugog franačkog kralja, kralja Austrazije Zigeberta I. Kralj Hilperik je već bio oženjen Audoverom, koja mu je rodila šesero djece, ali je uspio poništiti svoj brak kako bi se oženio Galsvintom. No ipak nije napustio svoju ljubavnicu Fredegundu.
Brak je ubrzo propao, i to zahvaljujući Hilperikovu ponašanju, koji nije želio napustiti svoj raspusnički život. Galsvinta je htjela vratiti se na vizigotski dvor, ali je te godine umro njen otac Atanagild, čime je oslabljen njen politički položaj. Ubijena je 567. davljenjem u kraljevskoj postelji, a ubojstvo se pripisuje Fredegundi. Nešto kasnije Hilperik je sklopio brak s Fredegundom.
Ubojstvo sestre je u Brunhildi izazvalo dubok bijes i mržnju prema Hilperiku i Fredegundi, stoga je natjerala svoga muža Zigeberta u rat protiv Neustrije. Prvo je zahtijevala od Hilperika vraćanje miraza njene sestre, što je on i učinio. No 575. godine je napao Neustriju u želji da vrati neka područja, što je bio povod za rat i neprijateljstva između dvije države koji je trajao sve do Brunhildine smrti.